# Television Tonga 2
Television Tonga 2 es un canal de televisión de Tonga, operado por la Tonga Broadcasting Commission. Fue lanzado el 4 de julio de 2008.
La programación del canal incluye deportes, películas, programas extranjeros y un programa de 6 horas realizado por China Central Television (CCTV).